# Dimension homologique
En algèbre, la dimension homologique d'un anneau R diffère en général de sa dimension de Krull et se définit à partir des résolutions projectives ou injectives des R-modules. On définit également la dimension faible à partir des résolutions plates des R-modules. La dimension de Krull (respectivement homologique, faible) de R peut être vue comme une mesure de l'éloignement de cet anneau par rapport à la classe des anneaux artiniens (resp. semi-simples, réguliers au sens de von Neumann (en)), cette dimension étant nulle si, et seulement si R est artinien (resp. semi-simple, régulier au sens de von Neumann). Dans le cas d'un anneau commutatif noethérien R, ces trois dimensions coïncident si R est régulier, en particulier si sa dimension homologique est finie,.

## Résolutions
- Soit {\displaystyle M} un R-module. La suite exacte{\displaystyle \longrightarrow ...\longrightarrow E_{n}\longrightarrow ...\longrightarrow E_{0}\longrightarrow M\longrightarrow 0}est appelée une résolution gauche de {\displaystyle M}. Si pour tout {\displaystyle i}, le module {\displaystyle E_{i}} est projectif (respectivement plat, libre), cette résolution est dite projective (resp. plate, libre). Si {\displaystyle E_{n}\neq 0} et {\displaystyle E_{i}=0} pour tout {\displaystyle i>n}, cette résolution est dite de longueur {\displaystyle n}. S'il n'existe pas de tel entier {\displaystyle n}, cette résolution est dite de longueur infinie.
- La suite exacte{\displaystyle \longleftarrow ...\longleftarrow E^{n}\longleftarrow ...\longleftarrow E^{0}\longleftarrow M\longleftarrow 0}est appelée une résolution droite de {\displaystyle M}. Si pour tout {\displaystyle i}, le module {\displaystyle E^{i}} est injectif, cette résolution est dite injective. On définit comme plus haut la longueur d'une résolution injective.
- Tout R-module {\displaystyle M} admet des résolutions libres, et donc des résolutions projectives et plates. Tout R-module {\displaystyle M} admet également des résolutions injectives[3].

## Dimensions d'un module
- Dans ce qui suit, {\displaystyle {\overline {\mathbb {Z} }}=\mathbb {Z} \cup \left\{-\infty ,+\infty \right\}} et l'on prend pour convention que pour tout {\displaystyle n\in \mathbb {Z} }, {\displaystyle -\infty <n<+\infty }, {\displaystyle -\infty +n=-\infty } et {\displaystyle +\infty +n=+\infty }.
- Soit {\displaystyle M} un R-module à gauche. Sa dimension projective (resp. injective, plate), notée {\displaystyle dp_{R}\left(M\right)} (resp. {\displaystyle di_{R}\left(M\right),df_{R}\left(M\right)}[4]) est la borne inférieure dans {\displaystyle {\overline {\mathbb {Z} }}} des longueurs des résolutions projectives (resp. injectives, plates) de {\displaystyle M}.
- On a {\displaystyle dp_{R}\left(0\right)=di_{R}\left(0\right)=df_{R}\left(0\right)=-\infty }.
- Pour que {\displaystyle M} soit projectif (resp. injectif, plat) il faut et il suffit que {\displaystyle dp_{R}\left(M\right)\leq 0} (resp. {\displaystyle di_{R}\left(M\right)\leq 0,df_{R}\left(M\right)\leq 0}).

## Dimensions d'un anneau
Nous ne revenons pas ici sur la dimension de Krull.

### Dimension homologique
- Soit {\displaystyle _{R}Mod} la catégorie des R-modules à gauche. Les quantités suivantes sont égales[5] :

1. {\displaystyle \sup \left\{dp_{R}\left(M\right):M\in \!_{R}Mod\right\}}
2. {\displaystyle \sup \left\{di_{R}\left(M\right):M\in \!_{R}Mod\right\}}

- Leur valeur commune est appelée la dimension globale à gauche de R et est notée dans ce qui suit {\displaystyle dgg(R)}. Cette quantité est la borne supérieure dans {\displaystyle {\overline {\mathbb {Z} }}} des quantités {\displaystyle n} pour lesquelles il existe deux R-modules à gauche {\displaystyle M} et {\displaystyle N} tels que {\displaystyle Ext_{R}^{n}\left(M,N\right)\neq 0} (voir l'article Foncteur dérivé)[6].

On définit de même la dimension globale à droite de R, notée dans ce qui suit {\displaystyle dgd(R)}.
- Lorsque {\displaystyle dgg(R)}={\displaystyle dgd(R)} (c'est évidemment le cas lorsque R est commutatif), leur valeur commune est appelée la dimension globale de R et est notée {\displaystyle dg(R)}[7].
- La notion de dimension globale s'étend au cas d'une catégorie abélienne quelconque {\displaystyle {\mathfrak {C}}} de sorte que, si {\displaystyle {\mathfrak {C=}}_{R}Mod} (resp. {\displaystyle {\mathfrak {C=}}Mod_{R}}), cette dimension {\displaystyle dg\left({\mathfrak {C}}\right)} coïncide avec la quantité {\displaystyle dgg(R)} (resp. {\displaystyle dgd(R)}) définie plus haut[8].

### Dimension faible
Les quantités suivantes sont égales :
1. {\displaystyle \sup \left\{df_{R}\left(M\right):M\in _{R}Mod\right\},}
2. {\displaystyle \sup \left\{df_{R}\left(M\right):M\in Mod_{R}\right\}.}

Leur valeur commune est appelée la dimension globale faible de R, notée {\displaystyle dgf(R)} dans ce qui suit. Cette quantité est la borne supérieure dans {\displaystyle {\overline {\mathbb {Z} }}} des quantités {\displaystyle n} pour lesquelles il existe un R-module à droite {\displaystyle M} et un module à gauche {\displaystyle N} tels que {\displaystyle Tor_{n}^{R}\left(M,N\right)\neq 0} (voir l'article Foncteur dérivé).

## Propriétés
- On a {\displaystyle dg(0)=dgf(0)=-\infty }.
- On a {\displaystyle dgf\left(R\right)\leq dgg\left(R\right)} avec égalité si R est noethérien à gauche.
- Si R est noethérien, on a {\displaystyle dgf(R)=dgg(R)=dgd(R)=dg(R)}.
- Soit {\displaystyle A} un anneau commutatif ; alors {\displaystyle dg(A\left[X\right])=dg(A)+1} (théorème des syzygies de Hilbert). Par conséquent, si {\displaystyle K} est un corps commutatif (ou, plus généralement, un anneau commutatif semi-simple), {\displaystyle dg(K\left[X_{1},...,X_{n}\right])=n}[11].
- Soit R un anneau commutatif, {\displaystyle S\subset R} un ensemble multiplicatif ne contenant pas de diviseurs de zéro et {\displaystyle T} le localisé {\displaystyle S^{-1}R}. On a {\displaystyle dg(T)\leq dg(R)} et {\displaystyle dgf(T)\leq dgf(R)}[12].
- Un anneau d'Ore R est un anneau de Dedekind qui n'est pas un corps si, et seulement si {\displaystyle dg(R)=1.}[5]
- Un anneau commutatif intègre R est un anneau de Prüfer (en) si, et seulement si {\displaystyle dgf(R)\leq 1}[13].
- Un anneau de Bézout commutatif R qui n'est pas principal est un anneau de Prüfer[14], et vérifie donc {\displaystyle dgf(R)\leq 1}. En revanche, il n'est pas noethérien, donc n'est pas un anneau de Dedekind, et par suite {\displaystyle dg(R)>1}.

## Anneaux réguliers
- Un anneau R est dit régulier à gauche si tout R-module à gauche de type fini admet une résolution finie. On définit de même un anneau régulier à droite, et un anneau est dit régulier[15] s'il est régulier à gauche et à droite[16],[17].
- Si {\displaystyle dgg(R)<+\infty }, R est évidemment régulier à gauche, mais Nagata a donné en 1962 l'exemple d'un anneau commutatif régulier noethérien de dimension globale infinie[18].
- Si R est un anneau commutatif régulier, alors tout localisé {\displaystyle T=S^{-1}R} de R est régulier. Si R est régulier et noethérien, alors il en va de même de {\displaystyle R\left[X_{1},...,X_{n}\right]}[19].
- Soit R un anneau de Bézout à gauche. Tout R-module à gauche de type fini est de présentation finie, donc R est régulier à gauche[20].